# Scandal (2.ª temporada)
A segunda temporada da série de televisão americana Scandal, criada por Shonda Rhimes, começou em 27 de setembro de 2012, nos Estados Unidos, na ABC, e consistiu em 22 episódios.  A temporada foi produzida pela ABC Studios, em parceria com a ShondaLand Production Company;  a showrunner é Shonda Rhimes. O programa é transmitido ao mesmo tempo no Canadá, através do sistema de televisão City, com o envio simultâneo do feed ABC.
A temporada continua a história da empresa de gerenciamento de crises de Olivia Pope, Olivia Pope & Associates, e de sua equipe, bem como da Casa Branca em Washington, D.C.. A segunda temporada teve nove personagens regulares da série, todos voltando da temporada anterior, dos quais  sete fazem parte do elenco original de oito regulares da primeira temporada.  A temporada foi ao ar nas quintas-feiras às 22:00, horário igual ao da temporada anterior.

## Elenco e personagens
| - Kerry Washington como Olivia Pope - Columbus Short como Harrison Wright - Darby Stanchfield como Abigail "Abby" Whelan - Katie Lowes como Quinn Perkins - Guillermo Diaz como Huck - Jeff Perry como Cyrus Beene - Joshua Malina como David Rosen - Bellamy Young como Melody "Mellie" Grant - Tony Goldwyn como Fitzgerald "Fitz" Thomas Grant III | - Gregg Henry como Hollis Doyle - Dan Bucatinsky como James Novak - Debra Mooney como Verna Thornton - Norm Lewis como Edison Davis - George Newbern como Charlie - Scott Foley as Jacob "Jake" Ballard - Kate Burton como Sally Langston - Susan Pourfar como Becky Flynn - Joe Morton como Rowan "Eli" Pope - Sharmila Devar como Lauren Wellman - Brian Letscher como Tom Larsen - Samantha Sloyan como Jeannine Locke - Kurt Fuller como Grayden Osborne - Brenda Song como Alissa - Tom Amandes como Samuel Reston - Erica Shaffer como Repórter - Matt Letscher como Billy Chambers | - Jimmy Kimmel como ele mesmo - Lorraine Toussaint como Nancy Drake - Elise Neal como Anna Gordon - Patrick Fischler como Arthur "Artie" Hornbacher - Brenda Strong como Joan Reston - Sam Anderson como Melvin Feen - Barry Bostwick como Fitzgerald Grant II - Eric Mabius como Peter Caldwell - Lisa Edelstein como Sarah Stanner - Melinda McGraw como Debora Clarkson - Andrea Bowen como Maybelle Doyle - John Barrowman como gerente de crises |

### Casting

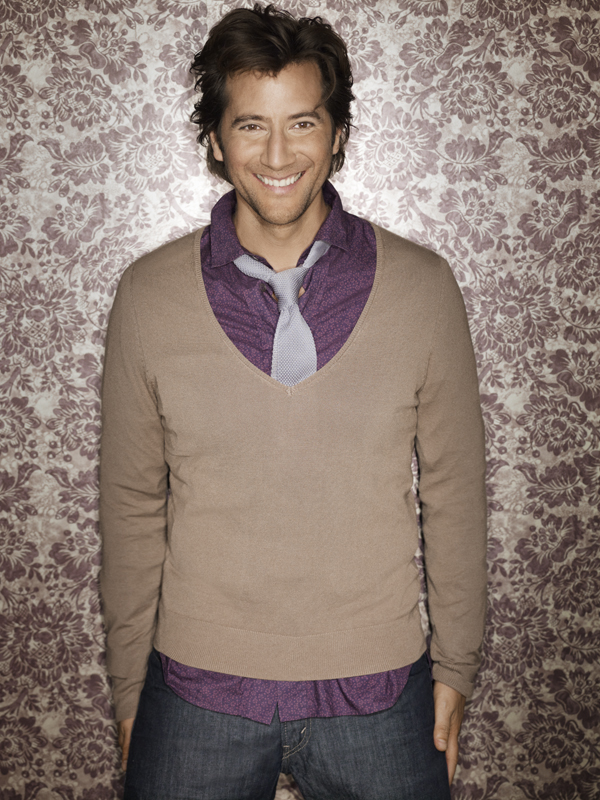
Henry Ian Cusick não voltou para a segunda temporada.

A segunda temporada teve nove personagens regulares, com todos eles retornando da temporada anterior, sete dos quais parte do elenco original da primeira temporada. Kerry Washington continuou seu papel de protagonista da série, Olivia Pope, uma ex-diretora de comunicações da Casa Branca com sua própria empresa de gerenciamento de crises. Columbus Short interpretou o personagem Harrison Wright, enquanto Darby Stanchfield interpretou Abby Whelan, que inicia um relacionamento com David Rosen. Katie Lowes atuou como Quinn Perkins, que está sendo julgada por assassinato no início da temporada, e Guillermo Diaz continuou interpretando o personagem Huck, o problemático técnico que trabalha para Olivia. Jeff Perry interpretou Cyrus Beene, chefe de gabinete da Casa Branca. Joshua Malina interpretou David Rosen, o advogado dos EUA que desenvolve um relacionamento com Abby. Bellamy Young continuou interpretando a primeira-dama Melody "Mellie" Grant, e indicada à vice-presidente de Fitz, enquanto Tony Goldwyn interpretou o presidente Fitzgerald "Fitz" Thomas Grant III.
Várias mudanças de elenco ocorreram na segunda temporada. Henry Ian Cusick saiu do programa e não retornou como seu personagem Stephen Finch para a segunda temporada, a showrunner Shonda Rhimes tomou a decisão mútua de não trazê-lo pelo segundo ano. Bellamy Young, como primeira-dama dos Estados Unidos, e Joshua Malina, como David Rosen, foram surpreendidos com os papéis principais da série.

## Episódios
| N.º na série | N.º na temp. | Título                                     | Dirigido por        | Escrito por      | Exibição original       | Audiência (milhões) |
| --- | ------------ | ------------------------------------------ | ------------------- | ---------------- | ----------------------- | ------------------- |
| 8 | 1            | "White Hat's Off"                          | Tom Verica          | Jenna Bans       | 27 de setembro de 2012  | 6.74                |
| A verdadeira identidade de Quinn é revelada e, à medida que a equipe do Pope & Associates se aprofunda em seu passado, eles descobrem que ela pode ser seu maior escândalo ainda. Enquanto isso, Cyrus e a primeira-dama Mellie colocam o presidente Grant em uma posição comprometida durante uma entrevista ao vivo na televisão e em Rhode Island congressista exige a ajuda de Olivia para consertar seu escândalo sexual. |              |                                            |                     |                  |                         |                     |
| 9 | 2            | "The Other Woman"                          | Stephen Cragg       | Heather Mitchell | 4 de outubro de 2012    | 6.56                |
| Olivia tem que lidar com as ramificações do veredicto de um caso judicial, e Abby continua pressionando Olivia por respostas. Enquanto isso, na Casa Branca, Cyrus e o Presidente Grant lidam com uma emergência de política externa. No entanto, Fitz fica agitado quando percebe que sua equipe está tentando forçá-lo a tomar decisões difíceis sobre política externa, então ele procura a ajuda de Olivia ligando para ela. |              |                                            |                     |                  |                         |                     |
| 10 | 3            | "Hunting Season"                           | Ron Underwood       | Matt Byrne       | 18 de outubro de 2012   | 6.17                |
| Olivia observa o talk show de Kimberly Mitchell discutir a decisão do presidente Grant de ir ou não à guerra com a Líbia por causa de fotos feitas em fotos de crianças sudanesas mortas. Olivia vê o senador Edison Davis no talk show e o chama para dizer que sua gravata está distraindo a tela. Ele fica feliz em saber dela, considerando que faz três anos. Quando Olivia entra no carro, uma autoridade do governo, chamada Artie Hornbacker, alega que o governo está usando uma nova tecnologia chamada "Thorngate" para espionar cidadãos americanos. Ele afirma que sabe sobre os telefonemas dela até a ala oeste. Artie explica que, enquanto ele fazia a entrada de dados, ele notou algumas descrepências que levaram à sua descoberta e, posteriormente, ao roubo de "Thorngate" da NSA. Abby, Harrison e Quinn olham para Artie e ficam convencidos de que ele é louco. Eles colocam "Thorngate" em funcionamento e Artie revela que ele contou a alguém sobre "Thorngate". Edison quer que Olivia o convide para sair, mas ela pergunta sobre "Thorngate", já que ele está no Comitê de Inteligência do Senado. Cyrus informa a Fitz que "Thorngate" foi roubado e Olivia está representando Artie. Ele diz a Fitz que ele é uma bomba-relógio, fingindo ser feliz, já que Olivia não retornará seus telefonemas. Fitz descobre que o ex-noivo de Olivia, Edison, está de volta em sua vida quando um agente do serviço secreto lhe dá fotos como prova. Fitz vai caçar patos com Hollis Doyle. Fitz convoca Olivia para se juntar a ele, caçando, onde ele revela a ela quem sabe sobre Edison. Eles se beijam contra uma árvore, ignorando Tom e Hal de pé a alguns metros de distância, mas depois Olivia afirma que seu relacionamento acabou. Quando Fitz volta para casa, Mellie diz que se ele voltar a ver Olivia, não será reeleito. Olivia escolhe Kimberly Mitchell para fazer uma entrevista com Artie. Fitz impõe uma liminar contra a rede, tornando traição para qualquer um passar na entrevista, mas Olivia os leva a fazê-lo de qualquer maneira. Artie escapa da casa de Huck com o recentemente descriptografado "Thorngate". A NSA aparece na OPA procurando Artie, mas Olivia improvisa e pede à NSA que lhe dê 12 horas para encontrá-lo. Fitz percebe que Cyrus usou "Thorngate" nele; era assim que ele sabia que Olivia não atendia suas ligações. Huck encontra Artie e o cumprimenta com uma caixa de ferramentas. David se junta à OPA para descobrir a verdadeira história por trás do caso Lindsay Dwyer. Edison se declara cliente da OPA. David e Abby fazem sexo. Huck promete que seus problemas de tortura estão sob controle. |              |                                            |                     |                  |                         |                     |
| 11 | 4            | "Beltway Unbuckled"                        | Mark Tinker         | Mark Fish        | 25 de outubro de 2012   | 6.11                |
| Olivia e a equipe estão no caso de uma estudante universitária desaparecida. Eles logo descobrem que a garota desaparecida estava dormindo com senadores e escrevendo sobre o sexo em um site chamado "Beltway Unbuckled". A equipe descobre que ela foi assassinada e identifica seu assassino, levando a uma briga com a Casa Branca por imunidade diplomática. O relacionamento de Abby e David continua a florescer, enquanto o relacionamento do Presidente Grant e Mellie continua se deteriorando. Olivia e Fitz se encontram para jantar onde Fitz termina o relacionamento. David continua a se aprofundar na investigação de Cytron. |              |                                            |                     |                  |                         |                     |
| 12 | 5            | "All Roads Lead to Fitz"                   | Steve Robin         | Raamla Mohamed   | 8 de novembro de 2012   | 6.06                |
| As pessoas envolvidas no incidente de Cytron tentam descobrir como impedir que Davi descubra a verdade. Huck concorda em sair com alguém que conheceu na AA. Olivia continua lutando contra sua atração por Edison. Olivia e a equipe trabalham no caso de um governador que assassinou um homem que supostamente estuprou sua esposa. Cyrus fica preocupado quando seu marido, James, volta a trabalhar como jornalista depois que Cyrus diz que eles não podem ter um bebê. Olivia descobre o relacionamento de Abby e David. |              |                                            |                     |                  |                         |                     |
| 13 | 6            | "Spies Like Us"                            | Bethany Rooney      | Chris Van Dusen  | 15 de novembro de 2012  | 6.02                |
| Abby e Harrison tentam convencer Olivia a dar a um deles o escritório de Stephen. Cyrus está furioso com James por escrever um artigo que levará Cyrus como a fonte anônima. Olivia recebe uma carta que revela mais sobre o passado de Huck, colocando seu mandato na empresa em questão. Olivia ordena que Harrison termine com Abby e David, então ele paga uma das ex-namoradas de David para alegar que David a abusou. A OPA trabalha em um caso envolvendo um grupo de espiões. |              |                                            |                     |                  |                         |                     |
| 14 | 7            | "Defiance"                                 | Tom Verica          | Peter Noah       | 29 de novembro de 2012  | 6.64                |
| Harrison lidera a equipe no caso do filho do bilionário preocupado com o estado mental do pai. Olivia trabalha com um senador que teve um caso com um jovem de 21 anos e agora está renunciando ao seu cargo. Cyrus e Mellie planejam uma festa de aniversário para o Presidente Grant. James se aprofunda na investigação de máquinas de votação fraudulentas usando as informações fornecidas por David. O Presidente Grant é baleado enquanto entra na gala; seu prognóstico é desconhecido. |              |                                            |                     |                  |                         |                     |
| 15 | 8            | "Happy Birthday, Mr. President"            | Oliver Bokelberg    | Shonda Rhimes    | 6 de dezembro de 2012   | 7.39                |
| O Presidente Grant é levado às pressas para o hospital após o atentado contra sua vida. Enquanto a equipe do hospital tenta ressuscitá-lo, Olivia encontra um broche da bandeira americana coberto de sangue. Um flashback revela que ela deu a ele o dia de sua posse. Após o baile inaugural, Fitz chama Olivia em seu escritório e eles se encontram no escritório oval, onde fazem sexo. No momento, Sally Langston assumiu o oval, levando Olivia de volta à Casa Branca enquanto trabalha com Cyrus para manter Sally sob controle. Logo após a eleição de Fitz, Cyrus e Olivia foram a Camp David para definir sua agenda dos primeiros 100 dias. O agente do serviço secreto Tom revela a Fitz que existem câmeras de segurança no oval. De volta ao tempo presente, Olivia faz uma conferência de imprensa sobre a condição de Fitz. No passado, Olivia evitava Fitz e Verna está cansado de esperar para ser nomeado para a Suprema Corte. Olivia e Fitz têm uma conversa emocional onde Fitz diz que a ama. Durante o tempo presente, Sally planeja conseguir que o gabinete aprove que ela seja eleita presidente. Olivia vai buscar roupas novas para Mellie quando se lembra da primeira vez que disse a Fitz que o ama. Uma série de flashbacks revela mais sobre o tempo de Olivia na Casa Branca e seu relacionamento com o presidente, e o que a levou a renunciar. |              |                                            |                     |                  |                         |                     |
| 16 | 9            | "Blown Away"                               | Jessica Yu          | Mark Wilding     | 13 de dezembro de 2012  | 7.14                |
| Enquanto trabalha na Casa Branca, Olivia ajuda a vice-presidente Sally Langston; Cyrus tropeça na verdade sobre a investigação secreta de James; e um dos associados de Olivia luta para chegar a um acordo com uma traição chocante. A namorada de Huck, Becky, o enquadrou nas filmagens do presidente, mas é capaz de convencê-lo a fugir com ela. Mas depois que Olivia fala com ele, Huck quer pegá-la. Becky descobre o plano de Huck e massacra a família feliz que Huck gostava de assistir. |              |                                            |                     |                  |                         |                     |
| 17 | 10           | "One for the Dog"                          | Steve Robin         | Heather Mitchell | 10 de janeiro de 2013   | 8.37                |
| Enquanto Huck é mantido em um local subterrâneo e torturado após ser acusado de atirar no presidente, o presidente ainda está em coma, mas para salvar a presidência de Fitz, Mellie forja sua assinatura dizendo que ele está acordado e pronto para voltar ao cargo. A presidente interina Sally Langston não está comprando a ideia, então Olivia faz o que faz de melhor e gerencia a crise. Ela conseguiu liberar Huck, que rastreia e captura a atiradora de verdade. Então, enquanto conversava com Quinn, Olivia recebe uma ligação de Cyrus, que entrega o telefone a Fitz, revelando que está acordado. |              |                                            |                     |                  |                         |                     |
| 18 | 11           | "A Criminal, a Whore, an Idiot and a Liar" | Stephen Cragg       | Mark Fish        | 17 de janeiro de 2013   | 7.93                |
| Flashbacks revelam mais sobre a eleição fraudulenta e o relacionamento tenso de Fitz com seu pai. Para melhorar as pesquisas, Cyrus, Mellie e Olivia tentaram convencer Fitz a trazer seu pai para a campanha. Ele finalmente concorda, e "Big" Jerry se junta à campanha. Olivia traz Huck, Abby e Harrison para juntar terra em Reston, por ordem de Jerry. Atualmente, Fitz lida com os efeitos colaterais de sua cirurgia no cérebro. Sally tira vantagem disso tentando convencer o gabinete a negar a reintegração de Fitz questionando sua capacidade mental. As coisas esquentam entre Olivia e Edison depois que ele faz uma acusação chocante: ele a acusa de ser amante de Fitz e forjar a assinatura do presidente. Em resposta, Olivia o chama de sexista. Um Fitz que está descansando é visitado por Mellie, que diz que eles podem fazer o que quiserem devido ao aumento de capital político. Fitz choca Mellie dizendo que o que ele quer é um divórcio. Enquanto isso, Edison pede desculpas e pede que Olivia se case com ele. |              |                                            |                     |                  |                         |                     |
| 19 | 12           | "Truth or Consequences"                    | Jeannot Szwarc      | Peter Noah       | 31 de janeiro de 2013   | 8.09                |
| A OPA percebe que uma Olivia que desvenda rapidamente nem sempre pode usar um chapéu branco quando descobre a verdade sobre a eleição fraudulenta da Casa Branca. Para bobinar em Fitz, Mellie é forçada a tomar medidas extremas. David leva sua investigação sobre a explosão de Cytron para o próximo nível e prende Hollis Doyle. Flashbacks da vida Lindsay Dwyer e Jesse Tyler nas semanas que antecederam a explosão são revelados. |              |                                            |                     |                  |                         |                     |
| 20 | 13           | "Nobody Likes Babies"                      | Tom Verica          | Mark Wilding     | 7 de fevereiro de 2013  | 8.14                |
| David descobre a verdade sobre o caso Cytron; Olivia, Cyrus, Mellie, Hollis e Verna vão ao extremo para se proteger. Verna diz a Fitz que foi ela quem tentou assassiná-lo. Ela também revela a ele que junto com Cyrus, Olivia, Mellie e Hollis fraudou a eleição a seu favor. Fitz remove a máscara de oxigênio de Verna e retém as mãos, matando-a. No funeral, Fitz faz o elogio e não diz nada negativo sobre Verna. Fitz também cancela o divórcio depois que Olivia rejeita a proposta de Edison. |              |                                            |                     |                  |                         |                     |
| 21 | 14           | "Whiskey Tango Foxtrot"                    | Mark Tinker         | Matt Byrne       | 14 de fevereiro de 2013 | 8.02                |
| Dez meses depois, depois de descobrir a verdade por trás do Defiance, Fitz ainda está lutando para descobrir em quem realmente pode confiar. Enquanto isso, Olivia está tentando seguir em frente com sua vida e conhece um belo estranho, Jake Ballard (Scott Foley), em uma cafeteria que desperta seu interesse. Mellie tenta convencer Fitz que Defiance foi principalmente culpa de Cyrus. Fitz e Olivia se reencontram no batizado de Cyrus e James, e acabam fazendo sexo. Depois, Olivia diz que Defiance foi um erro, e Fitz diz que ele não a quer e que o relacionamento deles acabou. Enquanto isso, de volta ao Pope and Associates, pela primeira vez eles estão trabalhando com David Rosen e não contra ele. |              |                                            |                     |                  |                         |                     |
| 22 | 15           | "Boom Goes the Dynamite"                   | Randy Zisk          | Jenna Bans       | 21 de fevereiro de 2013 | 7.68                |
| Olivia e a equipe são contratados por um político em ascensão, Peter Caldwell (Eric Mabius), parte de uma dinastia política no universo. Enquanto isso, David está tentando deixar o passado para trás, mas quando ele sente que está sendo seguido, ele finalmente se vira para a equipe da OPA em busca de ajuda. De volta à Casa Branca, Fitz ainda está lutando com quem confiar e como lidar com uma situação delicada de reféns. Olivia descobre que Will está tendo um caso com a cunhada, e ela diz para ele terminar. Jake simplesmente não aceita não como resposta quando se trata de namorar Olivia. |              |                                            |                     |                  |                         |                     |
| 23 | 16           | "Top of the Hour"                          | Steve Robin         | Heather Mitchell | 21 de março de 2013     | 8.51                |
| Olivia assume a Casa Branca quando sua empresa é contratada por uma nova cliente, Sarah Stanner (Lisa Edelstein), que foi acusada de ter um caso com um candidato da Justiça da Suprema Corte. Huck coloca Quinn sob suas asas, e Mellie e Cyrus continuam tentando recuperar a confiança de Fitz, mas sem o conhecimento deles, ele tem um novo confidente, Jake Ballard. |              |                                            |                     |                  |                         |                     |
| 24 | 17           | "Snake in the Garden"                      | Ron Underwood       | Raamla Mohamed   | 28 de março de 2013     | 7.97                |
| Hollis Doyle chama Olivia quando sua filha, Maybelle, é sequestrada em circunstâncias suspeitas. Olivia e Jake continuam seu relacionamento, enquanto a amizade de Quinn e Huck se fortalece. Problemas na Casa Branca surgem quando Cyrus luta para voltar ao canto do presidente, enquanto Mellie confronta Fitz. Acontece que Maybelle fingiu seu próprio sequestro para conseguir dinheiro dos pais. |              |                                            |                     |                  |                         |                     |
| 25 | 18           | "Molly, You in Danger, Girl"               | Tom Verica          | Chris Van Dusen  | 4 de abril de 2013      | 8.04                |
| A equipe de Olivia procura um erro ao assumir a culpa do diretor da CIA, percebendo que seu erro pode colocá-los em grave perigo. Enquanto isso, o relacionamento de Olivia e Jake se torna íntimo, enquanto o casamento de Fitz e Mellie atinge um novo ponto baixo. No apartamento de Jake, Olivia descobre que ele a estava espionando, levando-a a cair e bater na cabeça quando ela tenta fugir dele. Jake descobre o apego romântico de Fitz a Olivia depois que ela cai no hospital. |              |                                            |                     |                  |                         |                     |
| 26 | 19           | "Seven Fifty-Two"                          | Allison Liddi-Brown | Mark Fish        | 25 de abril de 2013     | 7.90                |
| Segredos da vida de Huck antes de OPA são revelados. Olivia e Fitz se envolvem em uma conversa emocionalmente carregada, sem saber que Jake poderia estar assistindo. A OPA investiga quem atacou Huck e descobre que é o ex-companheiro de assassinato de Huck, Charlie. A equipe de Olivia se reúne para ajudar um deles. Enquanto isso, Cyrus está se tornando cada vez mais cético em relação a Jake. Mellie toma uma decisão que pode derrubar a Casa Branca, ela deixa Fitz para Blair House, levando Teddy com ela. Ela dá a Fitz 36 horas para escolhê-la ou ela vai aparecer na TV nacional e revelar que ele a traiu. |              |                                            |                     |                  |                         |                     |
| 27 | 20           | "A Woman Scorned"                          | Tony Goldwyn        | Zahir McGhee     | 2 de maio de 2013       | 8.07                |
| Jake ainda está protegendo Olivia, por ordem de Fitz. A equipe continua uma investigação e faz uma descoberta chocante no processo. E de volta ao ultimato da Casa Branca, Mellie força Cyrus a assumir o papel de "consertador". Fitz vai até a casa de Olivia e diz que a escolhe por Mellie, e eles fazem sexo. Mellie faz a entrevista com James, e Cyrus está furioso por ela ter escolhido o marido. Ela revela que Fitz foi infiel a ela, mas ela não menciona quem é a amante. |              |                                            |                     |                  |                         |                     |
| 28 | 21           | "Any Questions?"                           | Mark Tinker         | Matt Byrne       | 9 de maio de 2013       | 8.87                |
| Cyrus realiza uma conferência de imprensa na qual afirma que o suposto caso é um assunto privado. Ele vai ao apartamento de Olivia e encontra Tom vigiando a porta. Ele pega Tom para abrir a porta e entra e se depara com Olivia e Fitz fazendo sexo. Olivia diz a Fitz que fará tudo o que puder para ajudar no escândalo da entrevista de Mellie, mas Fitz diz para ela se afastar. Cyrus está no centro de um grande escândalo na Casa Branca; Olivia é traída por alguém próximo a ela. Depois que Olivia o convence, Fitz anuncia sua campanha de reeleição. |              |                                            |                     |                  |                         |                     |
| 29 | 22           | "White Hat's Back On"                      | Tom Verica          | Shonda Rhimes    | 16 de maio de 2013      | 9.12                |
| Enquanto David trabalhava com Billy Chambers, ele manteve o cartão Cytron de Billy. Na Casa Branca, Mellie, Fitz, Olivia, Hollis e Cyrus discutem como lidar com o cartão Cyrton e planejam obter o cartão de Billy. Fitz diz a Olivia que ele vai concorrer à presidência e quer que Olivia esteja ao seu lado. Ele diz a ela para encontrar uma maneira de fazê-lo funcionar, e Fitz a beija. O homem misterioso diz a Jake que quer se encontrar com Olivia. A OPA e David descobrem que o governador Reston está trabalhando com Billy Chambers para combater o Defiance. Cyrus conhece o homem misterioso que lhe diz para mostrar a fita de sexo de Fitz Olivia e Jake. Olivia chama Cyrus para avisá-lo sobre Reston, levando ele a um ataque cardíaco. David entrega o cartão Cytron a Billy. No quarto de hospital de Cyrus, Olivia diz a Fitz que finge colocar Reston na multa como seu companheiro de chapa, a fim de conseguir que Billy lhes dê o cartão Cytron. Mais tarde, Mellie entra no quarto de hospital de Cyrus e Fitz diz que ele vai se divorciar dela e ficar com Oliva, e se ela tentar impedi-lo, ele a chamará publicamente de racista. Uma mulher invade a casa de Olivia e tenta matá-la, mas Jake a salva. Ele diz a ela que dormiu com ela como parte de uma missão B613. Cyrus vem ver Olivia, e ela diz a ele que ela e Fitz estão planejando ficar juntos. Cyrus responde que Fitz matou Verna Thornton. Huck tenta torturar Billy pelo cartão Cytron, mas quando ele não consegue fazê-lo, Quinn pega a broca. Cyrus mostra a Fitz a fita de sexo de Olivia e Jake. O cartão Cytron que David deu a Billy é falso. David vai ao escritório de Cyrus com a prova da confissão de Billy, levando-o a cair e David a conseguir um novo emprego como procurador dos EUA. Olivia pega uma caixa com a confissão e o chapéu branco, que ela veste. Ela então vai para o oval onde ela e Fitz revelam um ao outro que sabem o segredo um do outro, e Olivia empurra Fitz para correr com Mellie ao seu lado. Ele vai até Mellie e coloca a cabeça no colo dela, pedindo perdão. Quando Olivia sai para a corrida matinal, a imprensa a chama de amante do presidente. Ela é puxada para dentro de um carro com o homem misterioso. Ela olha para ele, surpresa, e diz "pai?" |              |                                            |                     |                  |                         |                     |

## Audiência
| N.º na série | N.º na temporada | Episódio                                   | Transmissão original    | Horário              | Rating/Share (18–49) | Audiência (m) | 18–49 Rank | Rank de visualizações | Drama rank |
| ------------ | ---------------- | ------------------------------------------ | ----------------------- | -------------------- | -------------------- | ------------- | ---------- | --------------------- | ---------- |
| 8            | 1                | "White Hat's Off"                          | 27 de setembro de 2012  | Quintas-feiras 22:00 | 2.0/6                | 6.74          | —          | —                     | —          |
| 9            | 2                | "The Other Woman"                          | 4 de outubro de 2012    | Quintas-feiras 22:00 | 2.0/6                | 6.56          | —          | —                     | —          |
| 10           | 3                | "Hunting Season"                           | 18 de outubro de 2012   | Quintas-feiras 22:00 | 1.9/5                | 6.17          | —          | —                     | —          |
| 11           | 4                | "Beltway Unbuckled"                        | 25 de outubro de 2012   | Quintas-feiras 22:00 | 2.0/6                | 6.11          | —          | —                     | —          |
| 12           | 5                | "All Roads Lead to Fitz"                   | 8 de novembro de 2012   | Quintas-feiras 22:00 | 1.9/5                | 6.06          | —          | —                     | —          |
| 13           | 6                | "Spies Like Us"                            | 15 de novembro de 2012  | Quintas-feiras 22:00 | 2.0/6                | 6.02          | —          | —                     | —          |
| 14           | 7                | "Defiance"                                 | 29 de novembro de 2012  | Quintas-feiras 22:00 | 2.2/6                | 6.64          | —          | —                     | —          |
| 15           | 8                | "Happy Birthday, Mr. President"            | 6 de dezembro de 2012   | Quintas-feiras 22:00 | 2.5/7                | 7.39          | 23         | —                     | 4          |
| 16           | 9                | "Blown Away"                               | 13 de dezembro de 2012  | Quintas-feiras 22:00 | 2.4/7                | 7.14          | 22         | —                     | 7          |
| 17           | 10               | "One for the Dog"                          | 10 de janeiro de 2013   | Quintas-feiras 22:00 | 2.8/8                | 8.37          | 14         | 23                    | 6          |
| 18           | 11               | "A Criminal, a Whore, an Idiot and a Liar" | 17 de janeiro de 2013   | Quintas-feiras 22:00 | 2.6/7                | 7.93          | 16         | —                     | 6          |
| 19           | 12               | "Truth or Consequences"                    | 31 de janeiro de 2013   | Quintas-feiras 22:00 | 2.7/8                | 8.09          | 13         | 21                    | 6          |
| 20           | 13               | "Nobody Likes Babies"                      | 7 de fevereiro de 2013  | Quintas-feiras 22:00 | 2.8/8                | 8.14          | 17         | —                     | 7          |
| 21           | 14               | "Whiskey Tango Foxtrot"                    | 14 de fevereiro de 2013 | Quintas-feiras 22:00 | 2.7/8                | 8.02          | 13         | —                     | 3          |
| 22           | 15               | "Boom Goes the Dynamite"                   | 21 de fevereiro de 2013 | Quintas-feiras 22:00 | 2.7/7                | 7.68          | 20         | —                     | 6          |
| 23           | 16               | "Top of the Hour"                          | 21 de março de 2013     | Quintas-feiras 22:00 | 2.7/8                | 8.51          | 11         | 20                    | 4          |
| 24           | 17               | "Snake in the Garden"                      | 28 de março de 2013     | Quintas-feiras 22:00 | 2.6/7                | 7.97          | 14         | 23                    | 4          |
| 25           | 18               | "Molly, You In Danger, Girl"               | 4 de abril de 2013      | Quintas-feiras 22:00 | 2.6/8                | 8.04          | 15         | —                     | 4          |
| 26           | 19               | "Seven Fifty-Two"                          | 25 de abril de 2013     | Quintas-feiras 22:00 | 2.8/8                | 7.90          | 7          | 24                    | 2          |
| 27           | 20               | "A Woman Scorned"                          | 2 de maio de 2013       | Quintas-feiras 22:00 | 2.6/8                | 8.07          | 13         | —                     | 4          |
| 28           | 21               | "Any Questions?"                           | 9 de maio de 2013       | Quintas-feiras 22:00 | 3.2/9                | 8.87          | 6          | 23                    | 1          |
| 29           | 22               | "White Hat's Back On"                      | 16 de maio de 2013      | Quintas-feiras 22:00 | 3.2/9                | 9.12          | 10         | 17                    | 2          |

## Lançamento em DVD
| Scandal: The Complete Second Season                                                                      | | |                                                                          |                                                                          |                                                                          |
| Detalhes do conjunto                                                                                     | Detalhes do conjunto                                                                                     | Detalhes do conjunto                                                                                     | Características especiais                                                | Características especiais                                                | Características especiais                                                |
| - 22 Episódios - 5 Discos - Inglês (Dolby Digital 5.1 Surround) - Legendas em inglês, espanhol e francês | - 22 Episódios - 5 Discos - Inglês (Dolby Digital 5.1 Surround) - Legendas em inglês, espanhol e francês | - 22 Episódios - 5 Discos - Inglês (Dolby Digital 5.1 Surround) - Legendas em inglês, espanhol e francês | - A Closer Look - Hanging with Huck - Deleted Scenes - Outtakes/Bloopers | - A Closer Look - Hanging with Huck - Deleted Scenes - Outtakes/Bloopers | - A Closer Look - Hanging with Huck - Deleted Scenes - Outtakes/Bloopers |
| Data de lançamento                                                                                       | | |                                                                          |                                                                          |                                                                          |
| Região 1                                                                                                 | Região 1                                                                                                 | Região 1                                                                                                 | Região 2                                                                 | Região 2                                                                 |                                                                          |
| 3 de setembro de 2013                                                                                    | 3 de setembro de 2013                                                                                    | 3 de setembro de 2013                                                                                    | 17 de fevereiro de 2014                                                  | 17 de fevereiro de 2014                                                  | 17 de fevereiro de 2014                                                  |